# Östertjärnarna (Lycksele socken, Lappland, 716611-162207)
Östertjärnarna är en sjö i Lycksele kommun i Lappland och ingår i Öreälvens huvudavrinningsområde.